# Любовь (альбом Светы)
«Любо́вь» (иногда стилизуется как «Lюбовь») — дебютный студийный альбом российской певицы Светы, выпущенный в 1999 году. Автором всех песен в альбоме выступила сама Света, а продюсировали запись участники группы ППК Сергей Пименов и Александр Поляков.

## Отзывы критиков
| Оценки критиков | Оценки критиков |
| Источник        | Оценка          |
| --------------- | --------------- |
| Живой звук      | [ 2 ]           |

Обозреватель газеты «Живой звук» Илья Кормильцев поставил альбому две звезды из пяти, написав: «Думается, создатели считают, что сей проект является „клубным“. То есть: если милая девушка начнёт петь это там, где темно и танцуют, то вы сможете слегка размяться. Особенно, если жарко и активно двигаться вам не хочется. Если у вашей подруги визгливый голосок, можете порекомендовать ей это в качестве учебного пособия: Света обладает на редкость умиротворяющим и безэмоциональным тембром. Откровенно говоря, просто хочется спать от такого, с позволения сказать, диско».
Музыкальный критик Олег Кармунин в выпуске своей программы «Истории русской попсы», посвящённому Свете, говоря об альбоме, отметил, что для своего времени это была фирменная и модная «попса», которая могла составить конкуренцию даже европейским диджеям, потому что «мало кто сочетал такую мелодичность с танцевальностью» и имел тембр голоса, который «въедался в мозг с первой секунды». Алексей Мажаев в рецензии на видео Кармунина напомнил, что в конце 1990-х — начале 2000-х годов артисты жаловались, как было трудно попасть на телевидение, куда московская «продюсерская мафия» не пускала «посторонних». Некоторые старались пробиться другими способами. В случае певицы Светы популярность пришла благодаря продажам аудиокассет, которые распространились сначала по Ростовской области, потом по Краснодарскому краю, оттуда «курортники развезли эту музыку по всей стране». Единственный минус — артистку плохо знали в лицо, так как интернет тогда только развивался как площадка для показа видео. Но это не помешало Свете поехать на гастроли по России; по мнению Мажаева, её до сих пор больше любят не в столицах, а в провинции. 

## Список композиций
1. «Золотой Рассвет» — 4:05
2. «Любовь» — 5:18
3. «Дорога в аэропорт» — 4:30
4. «Просто» — 3:32
5. «Не сходи с ума» — 4:19
6. «Увидимся» — 4:22
7. «Так больше нельзя» — 4:54
8. «Уходи» — 4:26
9. «Солнце» — 5:47 — ППК Club Mix
10. «Мечты ветра» — 4:29
11. «Солнце» — 4:21 — Оригинал
12. «Увидимся» — 6:27 — ППК Club Mix

## Участники записи
- Вокал — Света
- Гитара — Дмитрий Водогрецкий
- Продюсер — Сергей Пименов, Александр Поляков
- Продюсер, запись, мастеринг — Александр Поляков
- Саксофон — Алексей Некрасов
- Слова, музыка — ППК, Света
- Фортепиано — Арам Рустамянц

Все данные взяты из аннотации к альбому.